# Ceratoacantoma
Ceratoacantoma ou Queratoacantoma (do grego kérathos corno, akantha espinho, -oma tumor) é um tumor de pele comum, pouco agressivo (baixo risco de malignizar), que se acredita que se origina no folículo piloso. A olho nu possui forma de cúpula, simétrica, com uma parede lisa de pele inflamada com um núcleo de queratina e detritos. Ao microscópio é muito parecido com um carcinoma de células escamosas da pele. Geralmente cresce rapidamente em poucos dias, até esgotar os nutrientes, morrer e deixar uma cicatriz em poucas semanas. É mais comum na pele exposta ao sol, como rosto, ombros ou braços.

## Causa
É mais comum em pessoas idosas após longos períodos de exposição à luz ultravioleta do sol, mas também pode ser causado pelo vírus do papiloma humano (HPV). Fatores de risco incluem exposição a carcinógenos e predisposição genética.

## Epidemiologia
Os homens são duas vezes mais propensos a desenvolver queratoacantomas que as mulheres. Também é mais comum entre pessoas de pele mais clara e em maiores de 60 anos. É raro em menores de 20 anos.

## Diagnóstico e tratamento
A excisão(remoção cirúrgica) de toda a lesão, com margem adequada, não só permite o diagnóstico do tecido, como geralmente elimina a lesão definitivamente. A cicatriz  geralmente pode ser reparada com um bom resultado cosmético. Recorrências também devem ser removidas.